# Promenaddäck

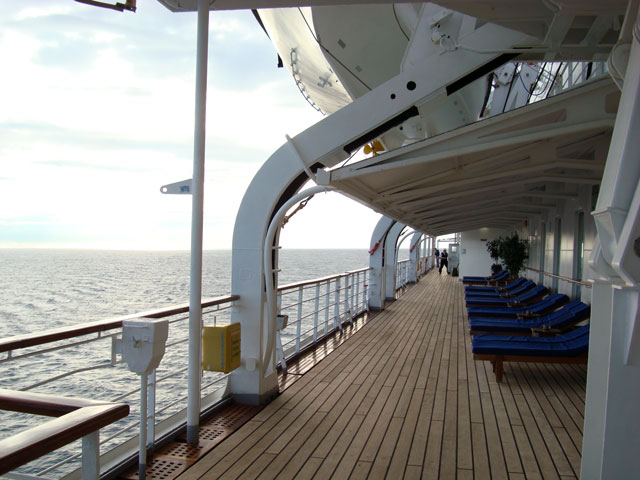
Promenaddäck på TSS-Fairsky

Promenaddäck är den del av däcket långsides från fören till akter innanför relingen som är avsedd för passagerare att vistas på till exempel ett passagararefartyg. På äldre fartyg var dessa däck i trä. Utmed promenaddäck befinner sig livbåtar och utrustning för man över bord eller annan sjöolycka. 
Promenaddäck kan också innebära ett utrymme särskilt byggt för flanering eller promenad. Denna typ av promenaddäck återfinns bland annat på svenskflaggade Silja Symphony, hennes finskflaggade syster Silja Serenade såväl som på den fiktiva rymdstationen Deep Space Nine. 